# Донован, Джеффри
Джеффри Т. Донован (англ. Jeffrey T. Donovan; р. 11 мая 1968) — американский кино- и телевизионный актёр, больше всего известный как бывший шпион Майкл Вестен в популярном телесериале «Срочное уведомление». Сыграл Роберта Кеннеди в фильме Клинта Иствуда «Дж. Эдгар» (2011).

## Биография
Донован родился в Эймсбери, округ Уилтшир, Массачусетс, где жил вместе с двумя братьями, Майклом и Шоном, и матерью, Нэнси Мэтьюс. О своём детстве Донован вспоминает следующее:
Я рос в настоящей бедности. Мы жили за счёт благотворительности — мать-одиночка с тремя сыновьями. У нас не было ничего. Когда наступало Рождество, мать обёртывала заново подарки, которые дарила нам раньше. Мы переезжали около 10 раз в детстве. Когда ты приходишь из школы, и огни не загораются, ты думаешь: Мы переезжаем! Ты не можешь позволить себе оплачивать счета за электричество из благотворительности. Мы стали очень скромными.
Будучи в средней школе Эймсбери, он обучался у учителя Патрисии Хойт. Она помогла ему открыть драмкружок, а затем нашла ему личную стипендию, позволившую ему «принять участие в летней программе, которая помогла вымостить путь к его актёрской карьере». Он учился в колледже Bridgewater, а затем перевёлся в Массачусетский университет в Амхерсте, откуда выпустился со степенью бакалавра в театральном искусстве. После этого Донован устроился работать водителем пассажирского автобуса в University Massachusetts Transit Service. Он работал для того, чтобы заработать на степень магистра, которую вскоре получил в школе искусств Тиш (англ. Tisch School of the Arts), части Нью-Йоркского университета.
Во время учебы в колледже Донован увлекался боевыми искусствами. Заработав чёрный пояс по карате (сётокан), он стал брать уроки айкидо и бразильского джиу-джитсу.

## Карьера

### Кино и телевидение
Окончив Нью-Йоркский университет, Донован дебютировал в фильме «Наизнанку». С тех пор он играл значительные и незначительные роли в различных фильмах и телесериалах, например: «Убойный отдел», «Город суеты», «Притворщик», «Детектив Монк», «C.S.I.: Место преступления Майами», «Ведьмино лезвие» и «Закон и порядок», «Подмена». Он также снимался в нескольких телефильмах и в роли злодея в телесериале «Порог».
В 2005 году Донован появился в роли наглого брокера Вэнса Менсона в романтической кинокомедии «Правила съёма: Метод Хитча». С 2007 по 2013 год играл главную роль в телесериале «Чёрная метка», а в 2015 исполнял роль Додда Герхардта в культовом сериале «Фарго». Кроме того, в 2015 и 2017, соответственно, Донован сыграл в боевиках «Убийца» и «Убийца 2: Против всех». В 2017 актера можно было увидеть в драматическом триллере «Выстрел в пустоту» в компании Николая Костер-Вальдау. Донован исполнил в фильме роль Баллона, босса тюрьмы.
В 2020 году в прокат вышел боевик «Честный вор» с Лиамом Нисоном, в котором Донован сыграл агента Мейерса. В 2021 году Донован снялся в фильме Гая Ричи «Гнев человеческий» с Джейсоном Стейтемом в главной роли.

### Театр
Донован не раз играл на театральной сцене. Он исполнил главную роль в постановке Гамлета, роль Марко — в постановке пьесы «Вид с моста». Также, он играл в таких пьесах, как «Визит инспектора», «Вещи, которые нельзя говорить за полночь», «Слава жизни», «Игрушки на чердаке», «В порту», «Эдип», «Земля свободы».
С осени 2008 года по весну 2009-го Джеффри Донован играл в комедии «Не одевайся на ужин» в Чикаго. Кроме того, актер участвовал в радиопостановках: «В порту», «Frozen», «Гроздья гнева».

## Личная жизнь
25 августа 2012 года Донован женился на Мишель Вудс. У пары трое детей: две дочери и сын.

## Фильмография
| Год       |    | Русское название                          | Оригинальное название            | Роль                     |
| --------- | -- | ----------------------------------------- | -------------------------------- | ------------------------ |
| 1995      | ф  | Бросок                                    | Throwing Down                    | Пит Галлей               |
| 1995—2007 | с  | Закон и порядок                           | Law & Order                      | Джейкоб Риз              |
| 1995      | с  | Убойный отдел                             | Homicide: Life on the Street     | Майлз Делл и Ньютон Делл |
| 1996      | ф  | Спящие                                    | Sleepers                         | Генри Эддисон            |
| 1996      | тф | Критические выборы                        | Critical Choices                 | Рэнди                    |
| 1997      | с  | Тысячелетие                               | Millennium                       |                          |
| 1997      | ф  | Отпуск в Вегасе                           | Vegas Vacation                   | сотрудник отеля          |
| 1997—1998 | с  | Притворщик                                | The Pretender                    | Кайл                     |
| 1997      | ф  | Могила 38                                 | Catherine's Grove                | Томас Мэйсон             |
| 1997      | с  | Другой мир                                | Another World                    | Дуэйн «Поппер» Коллинз   |
| 1998      | тф | Свидетель против мафии                    | Witness to the Mob               | агент                    |
| 1998      | тф | Когда молчат фанфары                      | When Trumpets Fade               | Бобби                    |
| 1999      | с  | Спин-Сити                                 | Spin City                        | Том                      |
| 2000      | с  | Удар                                      | The Beat                         | Брэд Ульрих              |
| 2000      | ф  | На живца                                  | Bait                             | Хулио                    |
| 2000      | ф  | Ведьма из Блэр 2: Книга теней             | Book of Shadows: Blair Witch 2   | Джеффри Паттерсон        |
| 2002      | ф  | Цель                                      | Purpose                          | Роберт Дженнингс         |
| 2002      | с  | Ведьмин клинок                            | Witchblade                       | Дэниэл Джермен           |
| 2004      | ф  | Сэм и Джо                                 | Sam & Joe                        | Эрик                     |
| 2004      | тф | Прикосновение зла                         | Touching Evil                    | детектив Дэйв Криган     |
| 2004      | с  | Прикосновение зла                         | Touching Evil                    | детектив Дэйв Криган     |
| 2005      | ф  | Правила съёма: Метод Хитча                | Hitch                            | Вэнс Менсон              |
| 2005      | с  | C.S.I.: Место преступления Майами         | CSI: Miami                       | Тодд Кендрик             |
| 2006      | ф  | Приходи пораньше                          | Come Early Morning               | Кол Перселл              |
| 2006      | с  | Враги                                     | Enemies                          |                          |
| 2006      | с  | Предел                                    | Threshold                        | доктор Джулиан Слоан     |
| 2006      | с  | Да, дорогая!                              | Yes, Dear                        | фанат                    |
| 2006      | ф  | Поверь в меня                             | Believe in Me                    | Клэй Дрисколл            |
| 2006      | с  | Детектив Монк                             | Monk                             | Стив Вагнер              |
| 2007      | с  | Расследование Джордан                     | Crossing Jordan                  | Уильям Айверс            |
| 2007—2013 | с  | Чёрная метка                              | Burn Notice                      | Майкл Вестен             |
| 2007      | ф  | Окончательный проект                      | Final Draft                      | Паскаль                  |
| 2008      | ф  | Непредусмотрительность                    | Hindsight                        | Пол                      |
| 2008      | ф  | Подмена                                   | Changeling                       | капитан Джонс            |
| 2011      | тф | Черная метка: Падение Сэма Экса           | Burn Notice: The Fall of Sam Axe | Майкл Вестен             |
| 2011      | ф  | Дж. Эдгар                                 | J. Edgar                         | Роберт Кеннеди           |
| 2015      | с  | Фарго                                     | Fargo                            | Додд Герхардт            |
| 2015      | ф  | Вымирание/Добро пожаловать в Гармонию     | Extinction                       | Джек                     |
| 2015      | ф  | Убийца                                    | Sicario                          | Стив Форсинг             |
| 2016      | с  | Ясновидец                                 | Shut Eye                         | Чарли Хаверфорд          |
| 2017      | ф  | Выстрел в пустоту                         | Shot caller                      | Уголовник Баллон         |
| 2018      | ф  | Убийца 2: Против всех                     | Sicario: Day of the Soldado      | Стив Форсинг             |
| 2019      | ф  | Злодеи                                    | Villains                         | Джордж                   |
| 2020      | ф  | Честный вор                               | Honest Thief                     | агент Мейерс             |
| 2020      | ф  | Кровные узы                               | Let Him Go                       | Билл Уибой               |
| 2021      | мс | Неуязвимый                                | Invincible                       | Голова-Машина            |
| 2021      | ф  | Гнев человеческий                         | Wrath of Man                     | Джексон Эйнсли           |
| 2021      | ф  | Национальные чемпионы                     | National Champions               | Майк Титус               |
| 2022      | в  | Призрачный патруль 2: Восстание проклятых | R.I.P.D. 2: Rise of the Damned   | Шериф Рой Палсифер       |